# Business Solutions Builders
Pour les articles homonymes, voir BSB.
 (novembre 2016).
 (juillet 2012).
BSB était une société multinationale belge présente dans les domaines du logiciel et des services informatiques. Sa spécialisation était le secteur financier.
En proie à d'importants problèmes de gestion et de finance, le 17 janvier 2014, la société est rachetée par Vermeg et cesse donc d'exister comme groupe indépendant. La filiale française est dissoute le 13 août 2015.

## Historique
BSB a été créé en 1995 sous le nom de 'Business Solutions Builders', par 3 personnes initiées au monde de la consultance bancaire : Jean Martin, Michel Isaac, et Marc van Steenwinkel.
Le siège social de BSB est situé à Louvain-la-Neuve en Belgique depuis 1995. 
En 1996, une filiale est ouverte à Luxembourg (grand-duché de Luxembourg). En 2001, une filiale supplémentaire est créée à Paris (France) et en 2009, une filiale est ouverte à Dublin en Irlande. En 2011, BSB lance 'Solfia', une filiale promouvant ses logiciels en Software as a Service (SaaS), basée au Luxembourg.
Le 3 juin 2008, BSB obtint l'approbation de la CBFA pour effectuer une IPO pour lever des capitaux, l'offre courut du 9 au 14 juillet 2008.
En 2014, le titre est retiré de cotation Euronext.

## Activités de l'entreprise
Les activités de l'entreprise sont développées notamment autour du développement de progiciels relatifs au secteur financier (gestion d'actifs financiers, traitement d'assurances vie, gestion de titres), du développement de solutions sur mesure, et de conseils (consultance).

## Résultats financiers
|                             | 2001   | 2002   | 2003   | 2004   | 2005   | 2006   | 2007   | 2008   | 2009   | 2010   |
| Chiffre d'affaires (en M €) | 15,812 | 15,019 | 13,519 | 15,604 | 17,300 | 16,245 | 16,900 | 21,764 | 24,479 | 30,902 |
| Personnel (au 31 décembre)  | 152    | 135    | 135    | 175    | 172    | 144    | 175    | 220    | 252    | 302    |